# Papilio cresphontes
Papilio cresphontes – gatunek motyla z rodziny paziowatych (Papilionidae).
Występuje w Ameryce Północnej – w USA, południowo-wschodniej Kanadzie, na Bahamach, Bermudach i Kubie; być może także w Meksyku, ale wiele pochodzących z tego kraju stwierdzeń tego gatunku w rzeczywistości dotyczyło opisanego w 2014 roku Papilio rumiko.
Przy osiąganych rozmiarach od 10 do 16 cm jest on największym motylem spotykanym na terenie USA. Larwy tego gatunku znane są plantatorom cytrusów, gdyż żywią się one tymi roślinami. Inną charakterystyczną rośliną, na której żerują jest parczelina trójlistkowa.